# Kirkville (Iowa)
Kirkville es una ciudad ubicada en el condado de Wapello en el estado estadounidense de Iowa. En el Censo de 2010 tenía una población de 167 habitantes y una densidad poblacional de 115,55 personas por km².

## Geografía
Kirkville se encuentra ubicada en las coordenadas 41°8′32″N 92°30′13″O / 41.14222, -92.50361. Según la Oficina del Censo de los Estados Unidos, Kirkville tiene una superficie total de 1.45 km², de la cual 1.45 km² corresponden a tierra firme y (0%) 0 km² es agua.

## Demografía
Según el censo de 2010, había 167 personas residiendo en Kirkville. La densidad de población era de 115,55 hab./km². De los 167 habitantes, Kirkville estaba compuesto por el 97.6% blancos, el 0% eran afroamericanos, el 0.6% eran amerindios, el 0% eran asiáticos, el 0% eran isleños del Pacífico, el 1.2% eran de otras razas y el 0.6% pertenecían a dos o más razas. Del total de la población el 1.8% eran hispanos o latinos de cualquier raza.